# Spencer Silver
 (février 2014).
Si vous disposez d'ouvrages ou d'articles de référence ou si vous connaissez des sites web de qualité traitant du thème abordé ici, merci de compléter l'article en donnant les références utiles à sa vérifiabilité et en les liant à la section « Notes et références ».
Pour les articles homonymes, voir Silver.
Spencer Ferguson Silver, né à San Antonio, Texas le 6 février 1941 et mort le 8 mai 2021, est un chimiste américain qui, avec Arthur Fry, a inventé le post-it en 1970.

## Biographie
Il a étudié la chimie à l'Université d'État de l'Arizona et a obtenu un BS en 1962, puis un doctorat en chimie organique de l'Université du Colorado à Boulder en 1966, avant de prendre un poste de chimiste principal dans le Central Research Labs de 3M.
Il est crédité de plus de vingt brevets, mais son invention la plus importante n'est pas un succès immédiat.